# Blankenheim (Ahr)

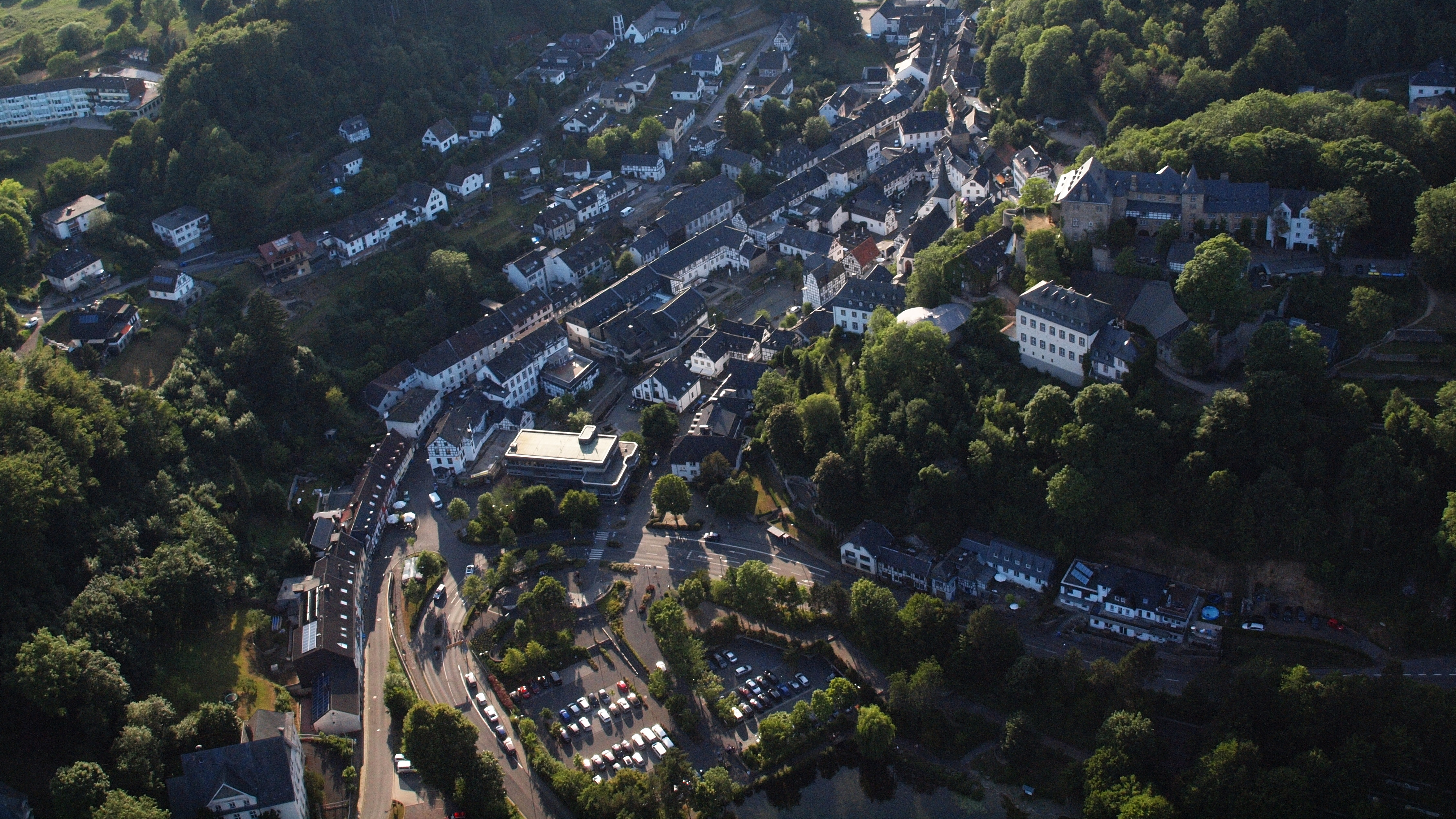
Blankenheim, Luftaufnahme (2015)

Blankenheim ist eine Gemeinde in Nordrhein-Westfalen (Deutschland) im Kreis Euskirchen. Die gut 8000 Einwohner zählende Gemeinde setzt sich aus 17 Ortschaften zusammen, von denen das namengebende Blankenheim etwa 1850 Einwohnern als Hauptwohnsitz dient. Der Hauptort Blankenheim ist staatlich anerkannter Erholungsort und verfügt über einen historischen Ortskern mit einer Anzahl bemerkenswerter Sehenswürdigkeiten. Die vielleicht bekannteste ist die Ahrquelle, die in einem Kellergewölbe eines Fachwerkhauses aus dem Jahre 1726 gefasst wird. In direkter Nachbarschaft befindet sich das Eifelmuseum.

## Geografie
Blankenheim liegt etwa 27 Kilometer südwestlich der Kreisstadt Euskirchen am Westrand des Ahrgebirges in der Eifel.

### Gemeindegliederung
Blankenheim besteht aus den folgenden Ortsteilen:
- Ahrdorf
- Ahrhütte
- Alendorf
- Blankenheim
- Blankenheimerdorf
- Dollendorf
- Freilingen
- Hüngersdorf
- Lindweiler
- Lommersdorf
- Mülheim
- Nonnenbach
- Reetz
- Ripsdorf
- Rohr
- Uedelhoven
- Waldorf

### Nachbargemeinden
Die Gemeinde Blankenheim wird im Uhrzeigersinn nach Westen und Norden begrenzt von den ebenfalls im Kreis Euskirchen gelegenen Gemeinden Dahlem und Nettersheim. Östlich und südlich schließt sich das Bundesland Rheinland-Pfalz an. En Detail wird die Gemeindegrenze im Osten mit der Verbandsgemeinde Adenau und hier den Gemeinden Hümmel, Ohlenhard, Aremberg, Dorsel und Müsch im Landkreis Ahrweiler geteilt. Nach Süden folgen im Landkreis Vulkaneifel die Verbandsgemeinde Gerolstein mit den Gemeinden Nohn, Üxheim und Wiesbaum sowie Feusdorf und Esch.

## Geschichte
Im Jahre 721 wird in der Gründungsurkunde für die Abtei Prüm der Name „blancium“ genannt. Nach Meinung von Teilen der lokalhistorisch aktiven Heimatforscher wird damit das heutige Blankenheimerdorf zum ersten Mal in einer Urkunde erwähnt. In der Urkunde heißt es: „quidquid nobis obtingit de blancio“. Etwa: „Wir vermachen dem Kloster unseren gesamten Besitz in Blancium“. „Blancio“ ist also der Ablativ von „Blancium“. Erst später ging hiernach der Name Blankenheim vom „Dorff“ auf der Höhe auf die Siedlung im „Dhal“ über. In Eifler Mundart nennt man sie Blangem.
Blankenheim war ursprünglich eine eigenständige Grafschaft. Die Familie von Blankenheim starb 1406 mit Gerhard VI im Mannesstamme aus. Blankenheim gelangte über dessen Tochter Elisabeth von Blankenheim an Wilhelm von Loen, Herrn in Heinsberg. Mit dem Tod von Wilhelms Enkel, Wilhelm II starb auch diese Linie 1468 aus. Seine Witwe Maria von Croy heiratete Georg von Virneburg. Blankenheim fiel daraufhin mit allen Zubehörungen an Schleiden, nachdem Gerhard VI Tochter, Johanna von Blankenheim, Johann von Schleiden geheiratet hatte. Ihre Tochter Elisabeth ehelichte schließlich 1443 Dietrich III von Manderscheid der hierdurch 1468 Manderscheid, Schleiden und Blankenheim in sich vereinte. Als Folge des Friedens von Lunéville gelangte der Ort wie das übrige Linke Rheinland 1801 an Frankreich und 1815 durch die Beschlüsse auf dem Wiener Kongress an Preußen. Graf Sternberg-Manderscheid erhielt im Reichsdeputationshauptschluss 1803 für den Verlust von Blankenheim, Jünkerath, Gerolstein und Dollendorf als Entschädigung unter anderem die Güter der vormaligen Klöster Weißenau und Schussenried in Oberschwaben zugesprochen.

### Hexenprozesse in Blankenheim
1614 wurden in Hexenprozessen in Blankenheim 14 Personen abgeurteilt, 12 Frauen und zwei Männer wurden verbrannt. Von 1627 bis 1633 fanden weitere Hexenverfolgungen statt. Der kölnische Hexenrichter Johannes Möden war als Hexenjäger dieser Zeit gefürchtet. Allein 1627 verurteilte er in Blankenheim 30 Personen, die auf dem Scheiterhaufen verbrannt wurden.

### Religionen
Von Alters her ist das Gebiet der Gemeinde Blankenheim katholisch geprägt. Die Pfarreien verfügen teils über ein beträchtliches Alter von 700 und mehr Jahren, dabei gehörte die Pfarre von Blankenheim bis 1801 als Teil des Eifeldekanats zum Erzbistum Köln. Auch hier führte der Frieden von Lunéville zunächst zu einer Veränderung. Blankenheim wurde Hauptpfarre im gleichnamigen Kanton Blankenheim und dem neu errichteten Bistum Aachen zugewiesen. Es blieb bei diesem bis zu dessen Auflösung im Jahr 1821, gelangte aber erst 1825 erneut an das Erzbistum Köln, nun als Hauptort des neugebildeten Dekanat Blankenheim. Letzteres umfasste im Wesentlichen den Bereich der heutigen Gemeinden Blankenheim und Dahlem mit Einschluss von Udenbreth. Von 1925 bis 1973 bildete die Gemeinde Dahlem kirchlich als Dekanat Kronenburg einen eigenen Bezirk, Udenbreth wurde bei dieser Reform dem Dekanat Hellenthal angegliedert. Bei der Neuerrichtung des Bistums Aachen im Jahr 1930 wurde der Kreis Schleiden und somit auch Blankenheim Teil desselben. Das seit 1973 wieder bestehende Dekanat Blankenheim-Kronenburg wurde später in Blankenheim-Dahlem umbenannt. Von den 15 Pfarreien des Dekanats befinden sich zehn auf Blankenheimer Gebiet: Alendorf, Blankenheim, Blankenheimerdorf, Dollendorf, Lommersdorf, Mülheim, Reetz, Ripsdorf, Rohr und Uedelhoven. Auf Grund des Pfarrermangels und der zurückgehenden Zahl an Mitgliedern der römisch-katholischen Kirche werden sie heute über den Pfarrverbund Blankenheim verwaltet. Die örtlichen Pfarrämter und Pfarrhäuser sind weitgehend verwaist.
Neben der Katholischen Kirche besteht seit 1956 eine unierte Evangelische Kirchengemeinde (Lage). Besonders in den Jahren nach dem Zweiten Weltkrieg waren bedingt durch die hohe Zahl an Flüchtlingen aus Pommern, Schlesien und Ostpreußen zahlreiche Protestanten vorübergehend in die Eifel gekommen, von denen sich nicht wenige dauerhaft niederließen. 1955/56 konnte in Blankenheim eine eigene Pfarrkirche nebst kleinem Gemeindesaal errichtet werden, die als zweiter Pfarrbezirk zur Evangelischen Kirchengemeinde Roggendorf gehört. Der Pfarrbezirk betreut die Einwohner der Gemeinden Blankenheim, Dahlem und Nettersheim.
Die Freie Christengemeinde Blankenheim (Lage) bildete sich nicht zuletzt als Folge der Auflösung der Sowjetunion, als in den 1990er Jahren eine große Zahl Russlanddeutscher in Blankenheim ein neues Zuhause fanden.
In Blankenheim besteht die Fatih Camii–Moschee, die zum Dachverband DITIB gehört.
Im Gemeindebereich findet und fand sich weder eine Synagogengemeinde, noch ein israelitischer Friedhof. Vor 1933 ließen sich nur wenige jüdische Familien im Bereich nieder. Nach Flucht und Vertreibung war das jüdische Leben nach dem 8. Mai 1945 gänzlich erloschen.

### Eingemeindungen
Zum 1. Juli 1969 wurden die damaligen Gemeinden Ahrdorf, Alendorf, Blankenheimerdorf, Dollendorf, Freilingen, Hüngersdorf, Lindweiler, Lommersdorf, Mülheim, Reetz, Ripsdorf, Rohr, Uedelhoven und Waldorf eingegliedert.

## Politik

### Gemeinderat
Der Gemeinderat ist die kommunale Volksvertretung der Gemeinde Blankenheim. Über die Zusammensetzung entscheiden die Bürger alle fünf Jahre. Die letzte Wahl fand am 13. September 2020 statt.

### Bürgermeister
- 2004–2020: Rolf Hartmann[9] (CDU / parteilos)
- seit 2020: Jennifer Meuren (parteilos)

Jennifer Meuren ist die erste Bürgermeisterin der Gemeinde Blankenheim.
Blankenheim ist mit Zaventem im belgischen Flandern verschwistert.

### Wappen und Banner

#### Wappen
| Wappen von Blankenheim | Blasonierung: „Das Wappen zeigt in Gold (Gelb) einen rotbewehrten und -bezungten schwarzen Löwen, belegt oberhalb der Mitte mit einem freischwebenden, fünflätzigen roten Turnierkragen.“ |
| Wappen von Blankenheim | Wappenbegründung: Das Wappen zeigt das Wappentier der Grafen von Blankenheim. Es ist einem Schöffensiegel aus dem 16. Jahrhundert nachgebildet.                                           |

Der Gemeinde Blankenheim ist mit Urkunde des Regierungspräsidenten in Aachen vom 8. September 1971 das Recht zur Führung eines Wappens, eines Siegel und einer Flagge (Banner) verliehen worden.

#### Banner

Banner

„Die Flagge (Banner) ist schwarz – gelb – schwarz im Verhältnis 1:4:1 längs gestreift mit dem Gemeindewappen ohne Schild etwas oberhalb der Mitte.“

## Kultur und Sehenswürdigkeiten

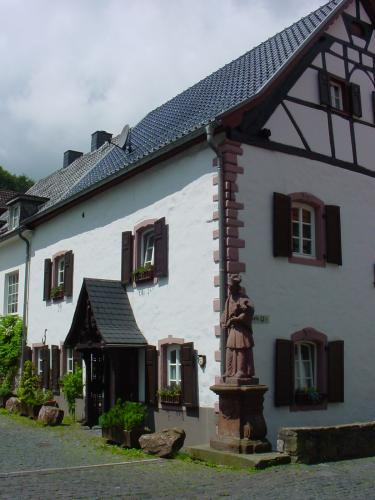
Haus in Blankenheim
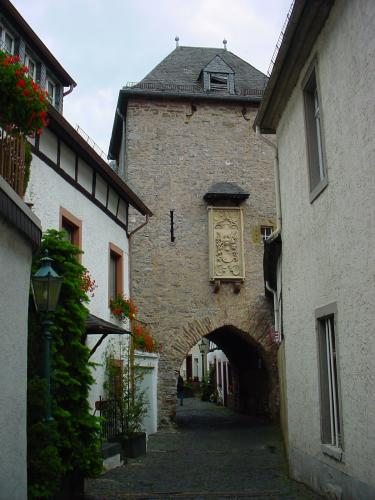
Hirtenturm
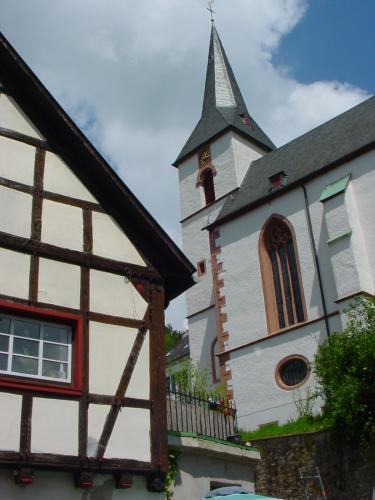
St. Mariä Himmelfahrt
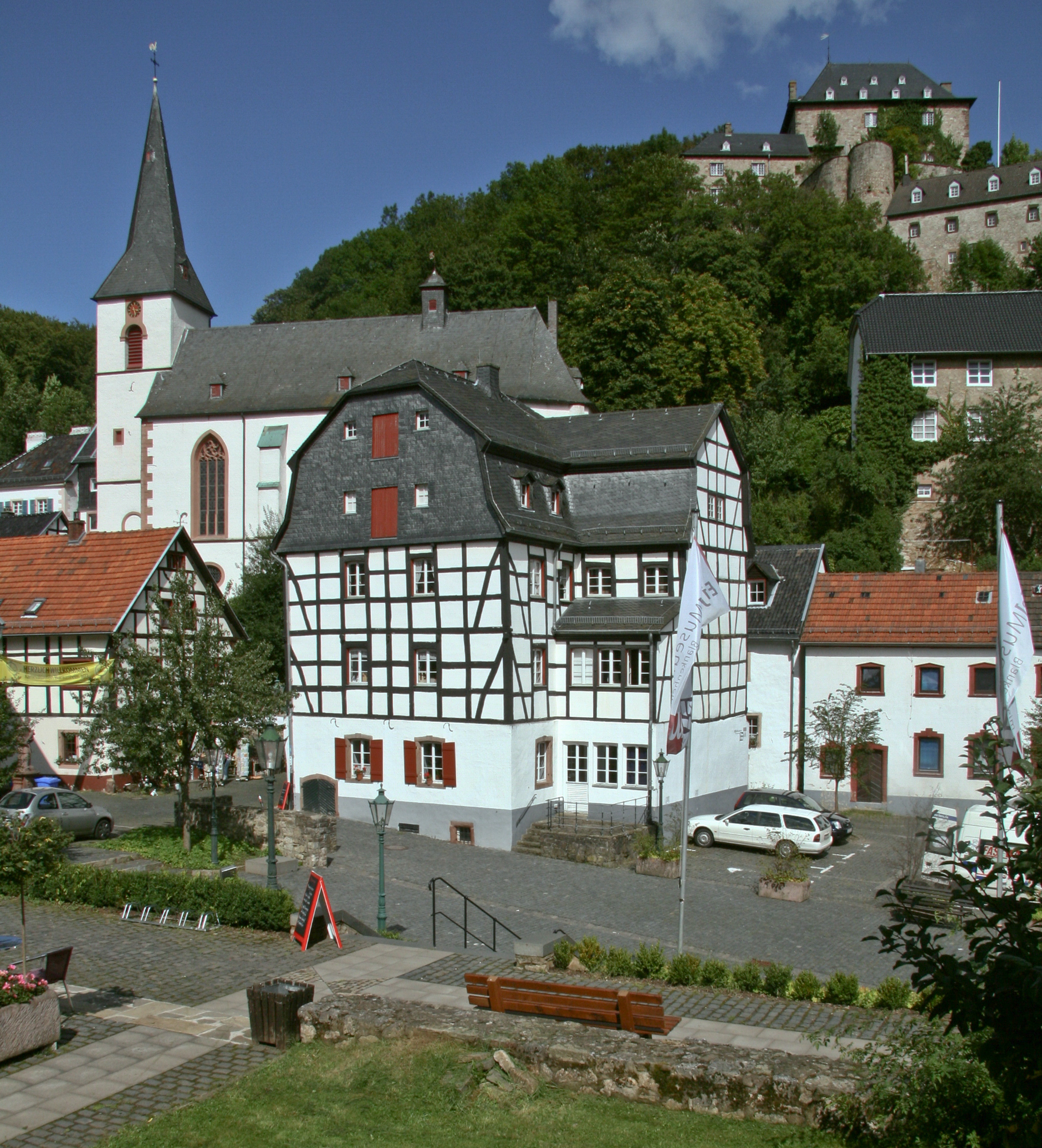
Pfarrkirche und Burg Blankenheim
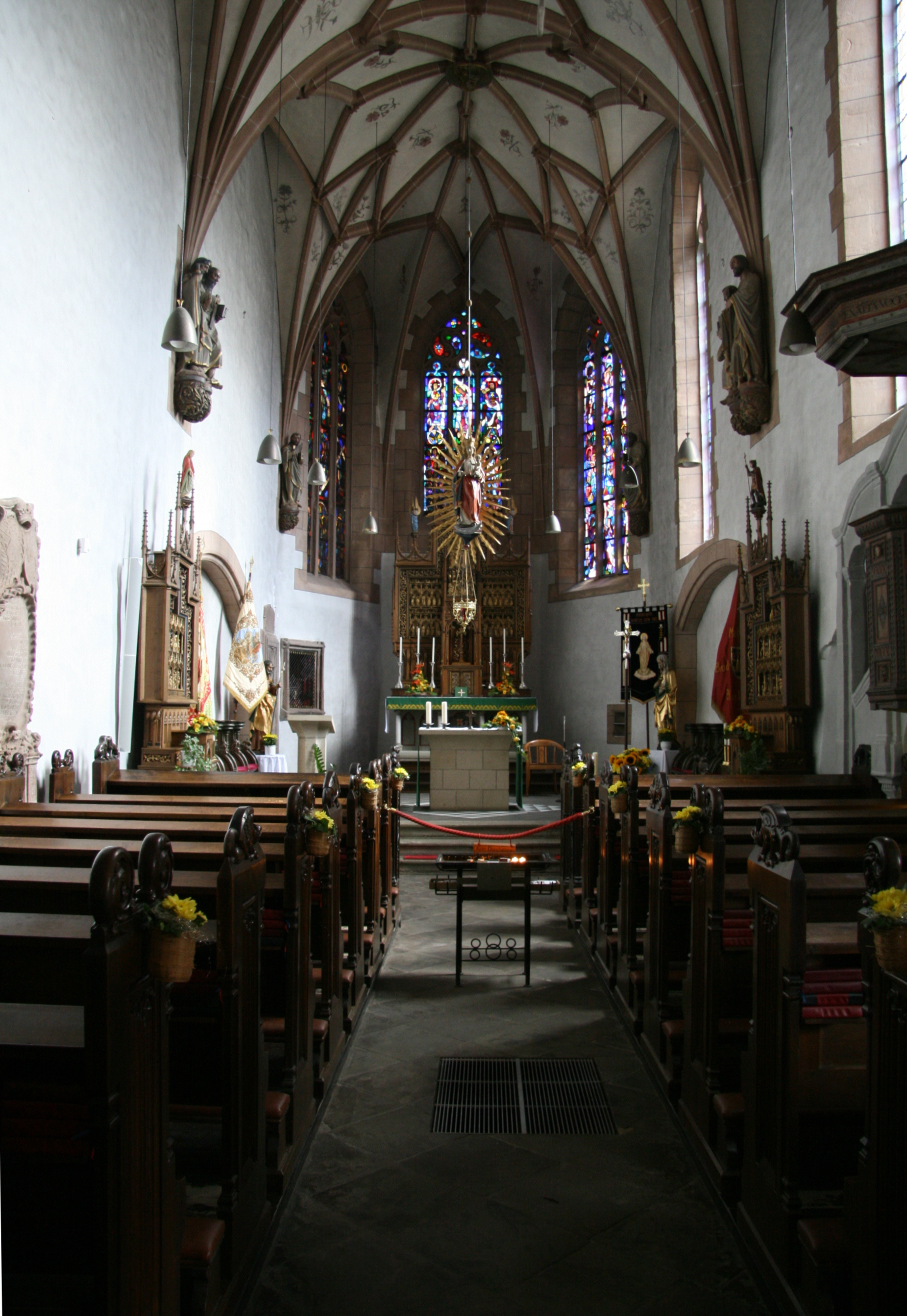
Innenansicht Pfarrkirche
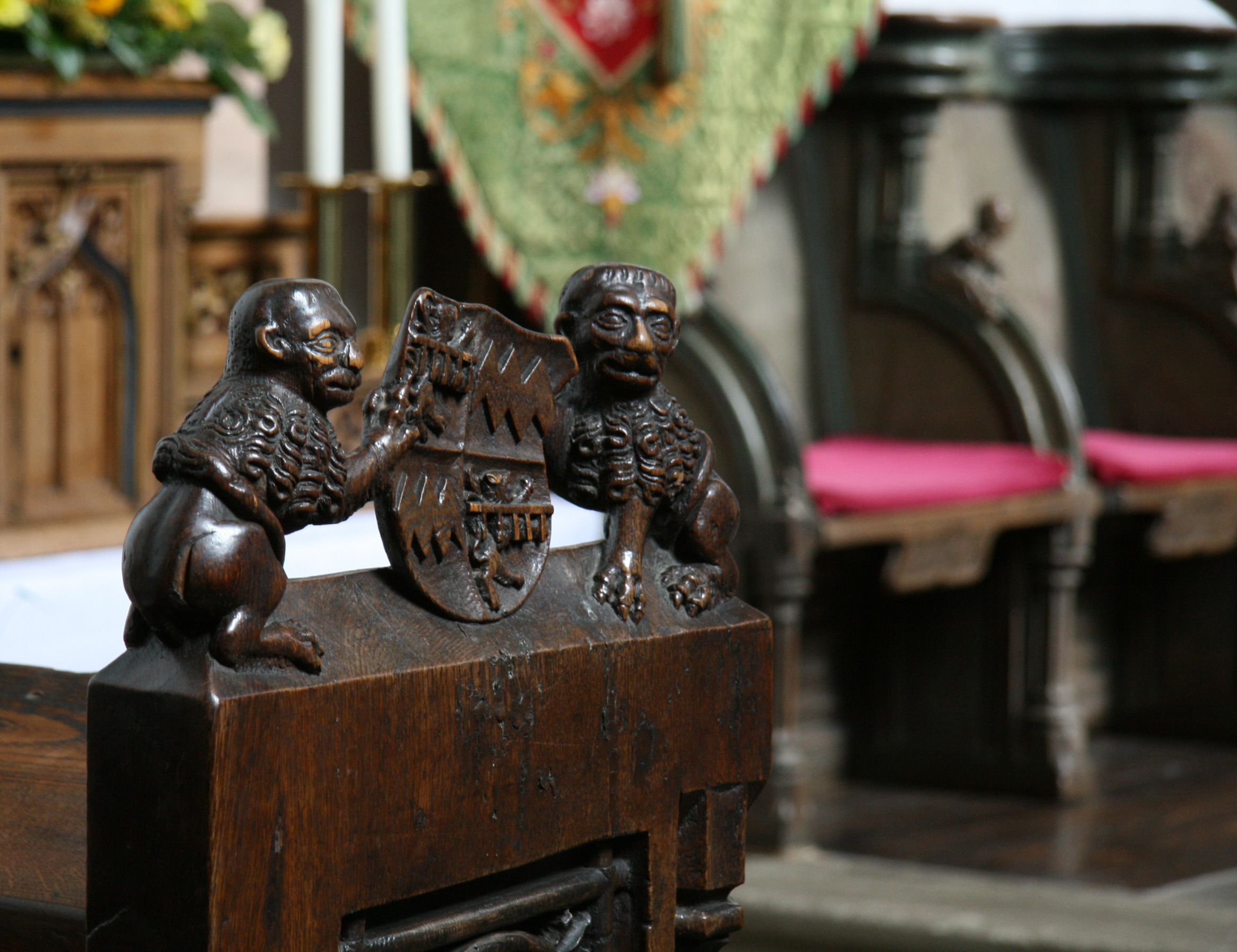
Schnitzerei in der Kirche; Detail einer Kirchenbank
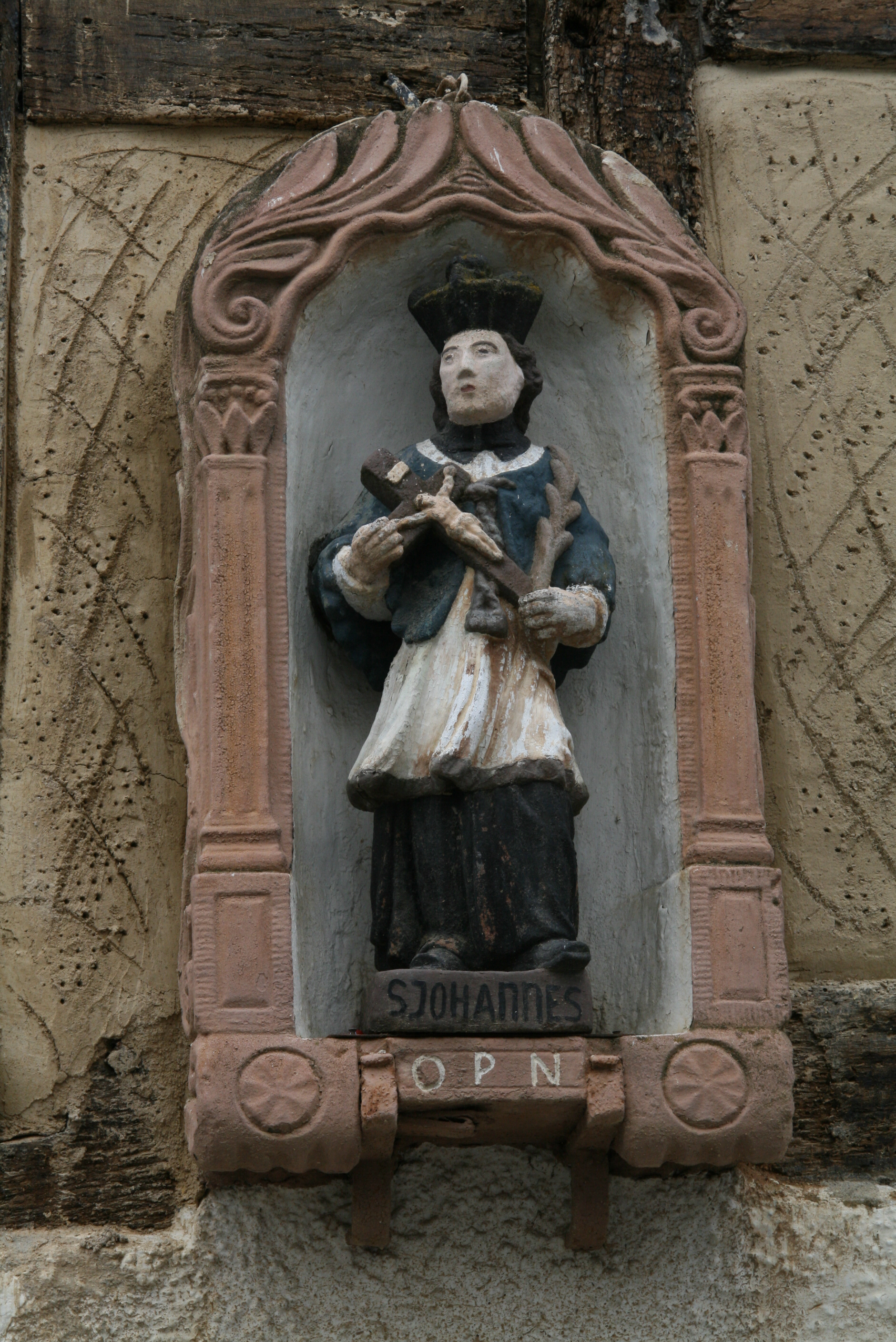
Heiliger Johannes

### Museen
- Eifelmuseum Blankenheim, Regionalmuseum für Naturkunde und Kulturgeschichte der Nord/West-Eifel
- Blankenheimer Karnevalsmuseum im Georgstor
- Naturkundliche Ausstellung im Hirtenturm

### Bauwerke

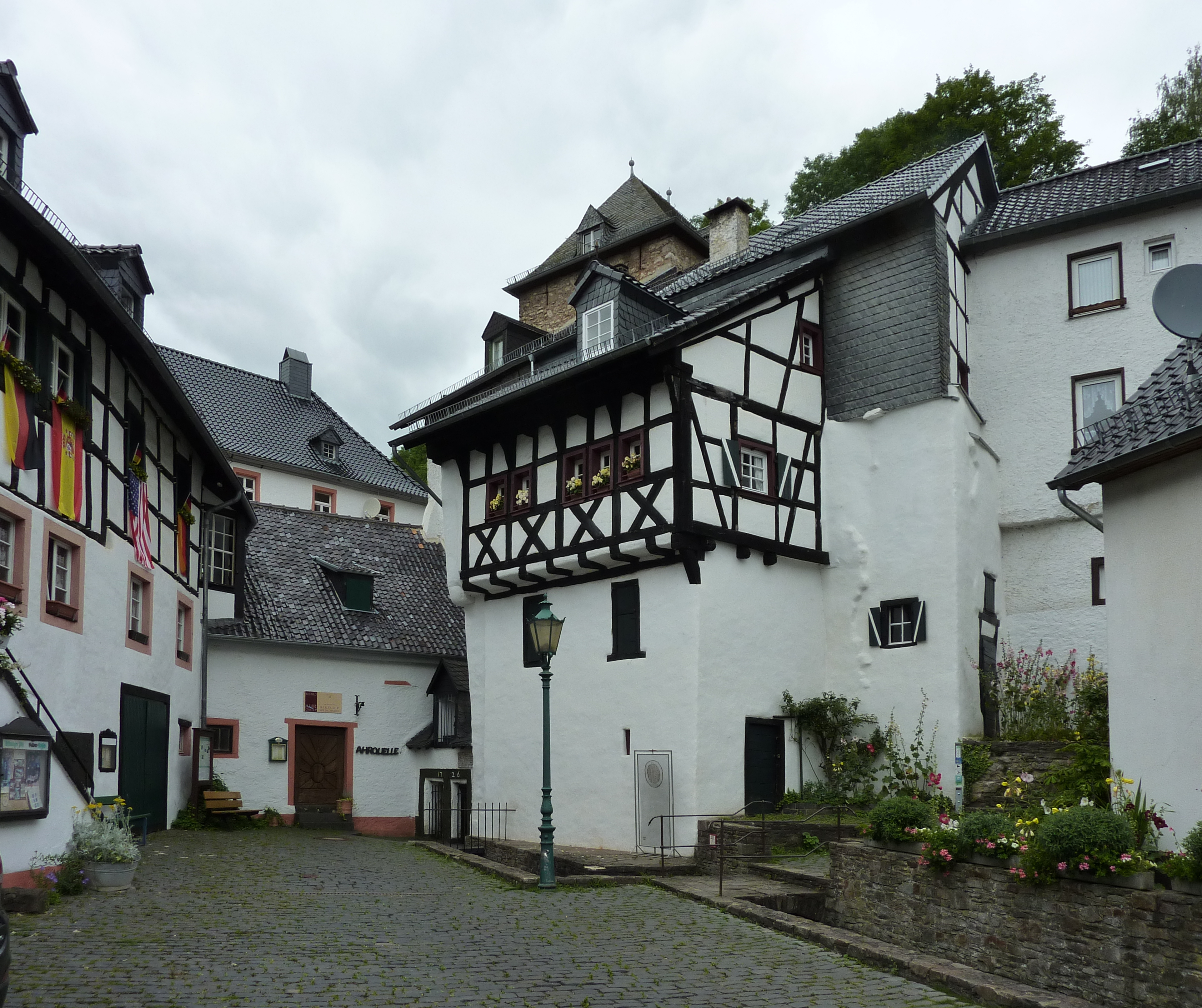
Ahrquelle

Oberhalb des Ortes befindet sich die Burg Blankenheim aus dem 12. Jahrhundert. Sie wird heute als Jugendherberge genutzt. Im Zuge der Regierungsübernahme der Grafen von Manderscheid auf Burg Blankenheim im Jahre 1468 wurden bauliche Veränderungen vorgenommen. Graf Dietrich III. ließ eine Fernwasserversorgung zur Burg einrichten, die unter dem „Tiergarten“-Berg in einem Tunnel geführt werden musste, um das Gefälle zu erhalten. Der Tunnel ist der einzig bekannte des späten Mittelalters in ganz Europa. Der wuchtige Bau der Burg beherrscht das Bild von Blankenheim.
Den alten Ortskern prägen Reste der Befestigung (Hirtenturm, des 16. Jahrhunderts und das Georgstor aus der zweiten Hälfte des 17. Jahrhunderts), zahlreiche Fachwerkbauten sowie die Pfarrkirche St. Mariä Himmelfahrt (fertiggestellt 1505). Sehenswert ist auch die denkmalgeschützte Kreuzkapelle.
Nordwestlich der Ortsmitte liegt an der Straße In der Alzen die Römervilla Blankenheim (Lage). Die von Ende des ersten bis zum vierten Jahrhundert nach Christus bewirtschaftete Gutshofanlage erstreckte sich bei einer Ausdehnung von etwa 250 mal 120 Meter über eine Fläche von rund drei Hektar. Nach einer ersten Ausgrabung zu Ende des 19. Jahrhunderts und weiteren archäologischen Untersuchungen im Zeitraum von 1914 bis 1931 wurde die Anlage bis Juli 2014 für die Öffentlichkeit begehbar hergerichtet.

### Tourismus
- In der historischen Ortsmitte von Blankenheim wird die Quelle der Ahr (50° 26′ 17″ N, 6° 38′ 58″ O) im Keller eines Fachwerkhauses gefasst.
- Tiergartentunnelwanderweg mit historischem Tiergartentunnel (Wanderstrecke mit 2 × 9,5 km)
- Blankenheim ist Ausgangspunkt des Fernwanderwegs Ahrsteig über die Höhen bis zur Mündung der Ahr in den Rhein bei Sinzig.
- Durch den Ort führt der Radwanderweg Eifel-Höhen-Route und hier startet der 90 km lange Ahr-Radweg, der entlang der Ahr bis zu dessen Mündung in den Rhein bei Sinzig führt. Außerdem ist er Teil der Tälerroute, die touristisch interessante Ziele im Kreis Euskirchen über familienfreundliche Routen verbindet.
- Der berühmte Nürburgring liegt in rund 30 km Entfernung.

### Regelmäßige Veranstaltungen
- Karneval: der Rosenmontagszug und der Blankenheimer Geisterzug am Karnevalssamstag
- Sommer am See: Live-Musik, Aktionen und Kinderprogramm an allen Donnerstagen im Juli
- Tour de Ahrtal: Autofreies Ahrtal von Blankenheim bis Dümpelfeld, Aktionspunkte entlang der Strecke, jährlich im Juni

Karneval in Blankenheim
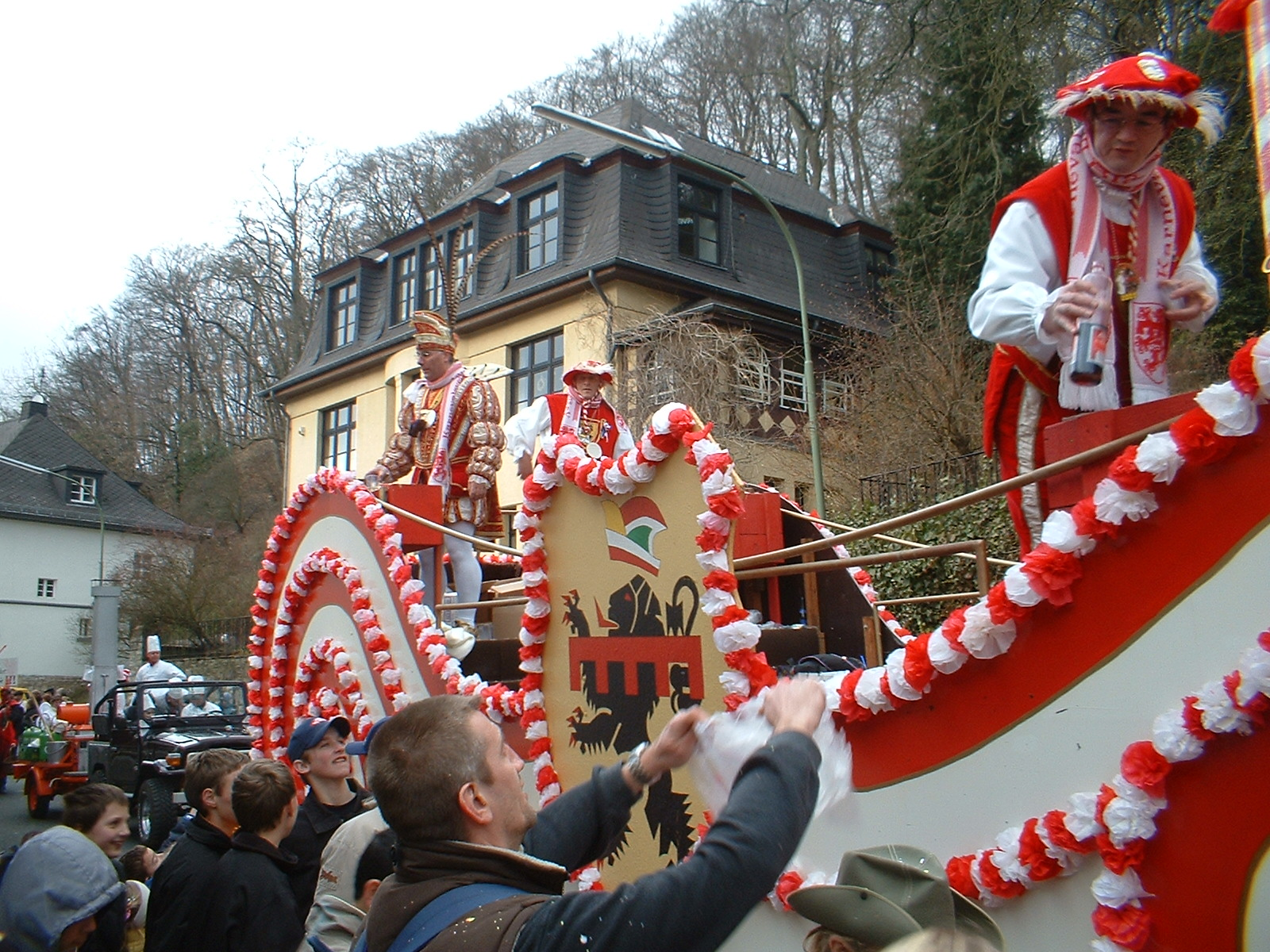
Prinz
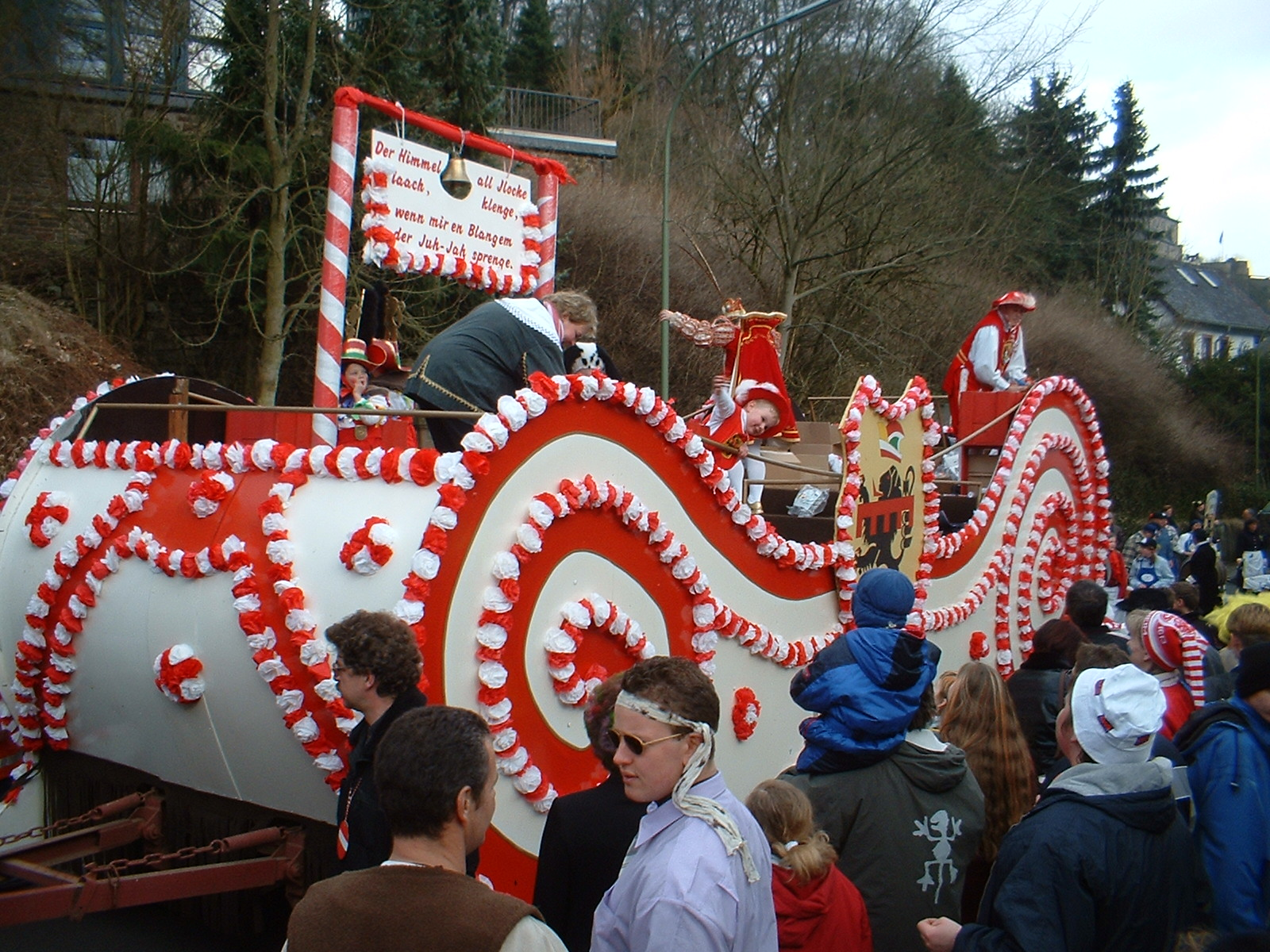
Karnevalszug
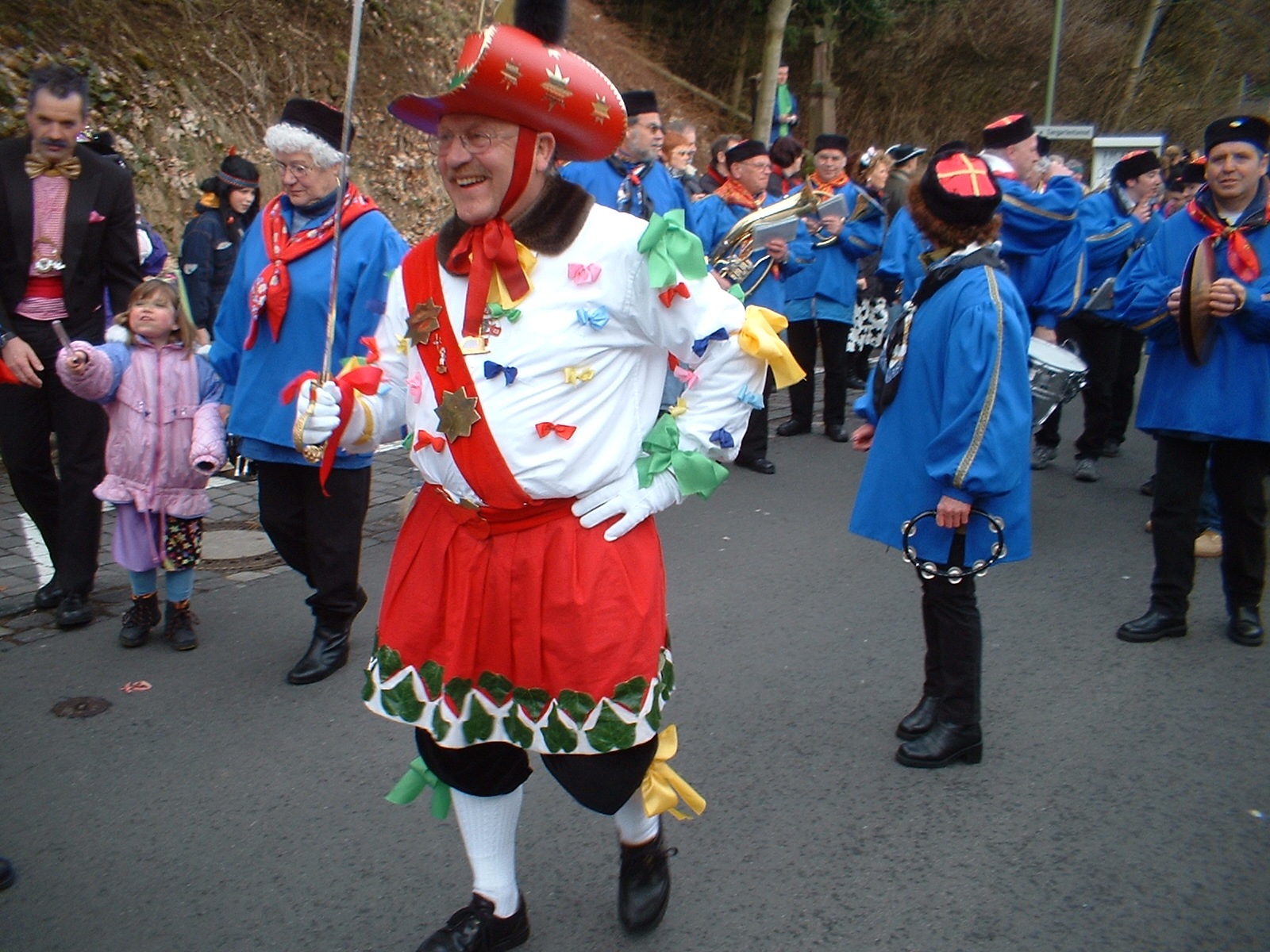
Jecke Böhnchen

## Wirtschaft und Infrastruktur

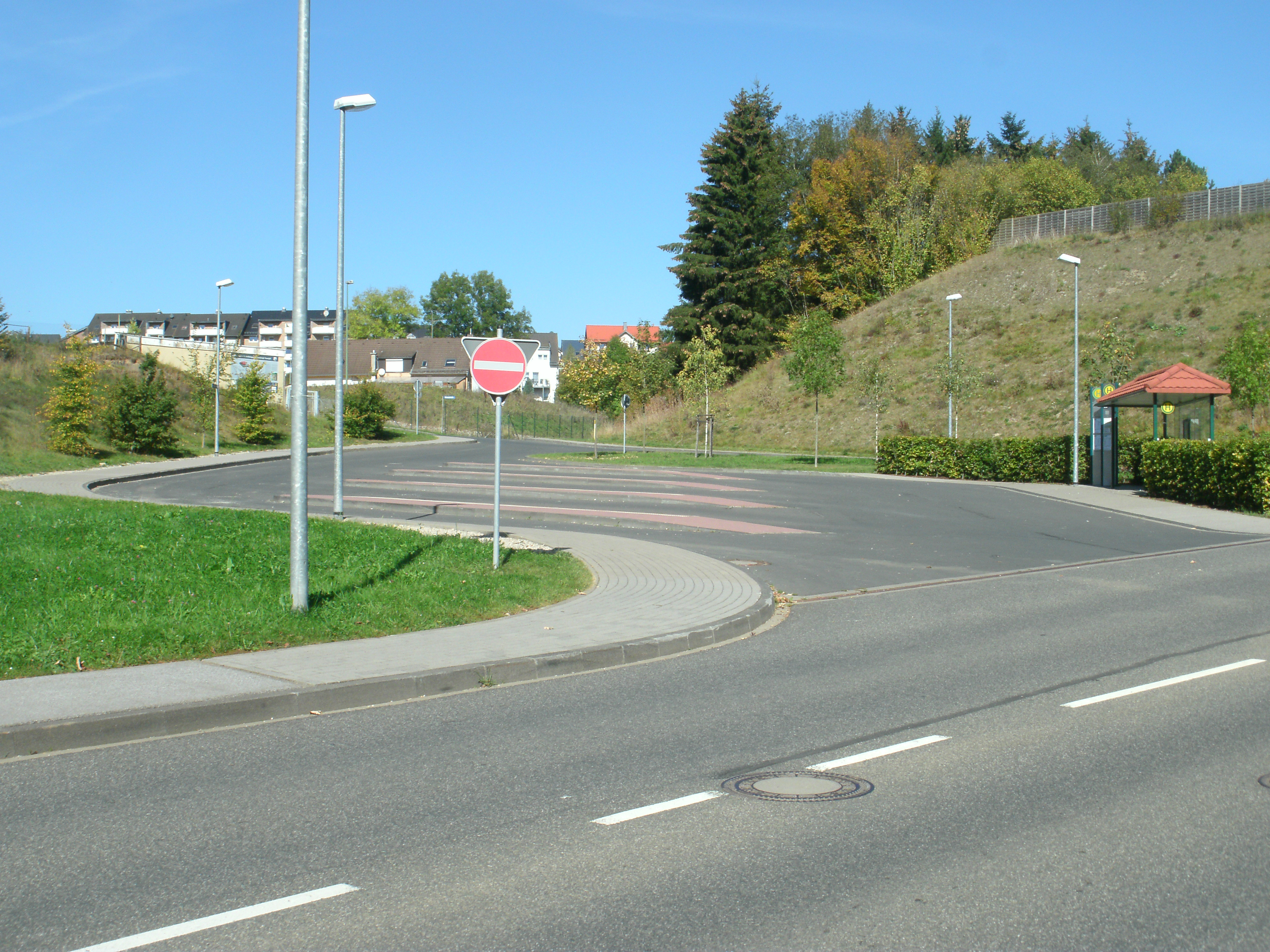
Der Busbahnhof Blankenheim

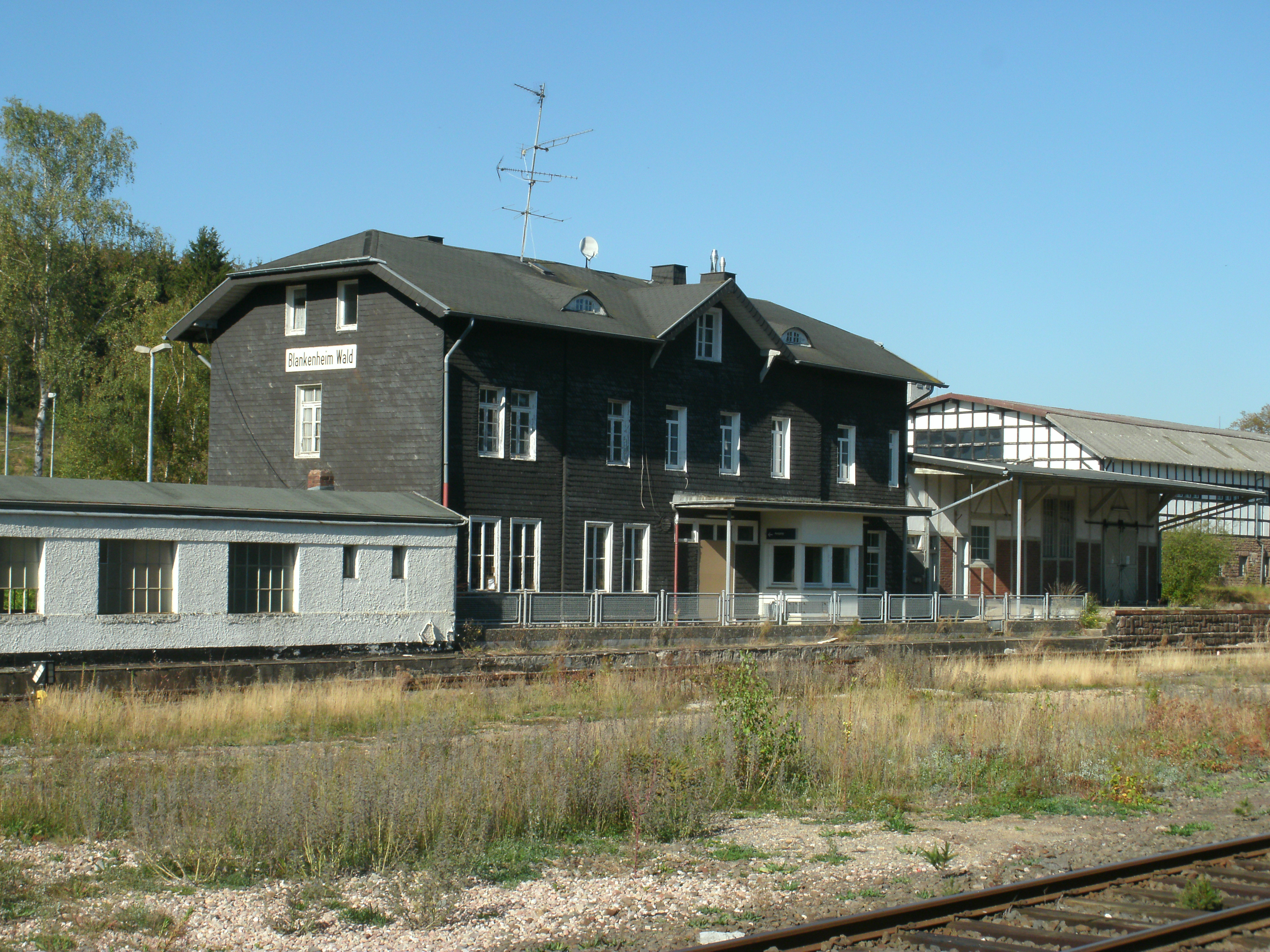
Bahnhofsgebäude Blankenheim-Wald vom Bahnsteig

### Verkehr

#### Schienenverkehr/ÖPNV
Seit der Stilllegung der Bahnstrecke Ahrdorf–Blankenheim befindet sich der einzige Bahnhof auf Gemeindegebiet heute abseits des Hauptortes Blankenheim, an der Eifelstrecke: Blankenheim-Wald. Von dort bestehen stündlich Verbindungen in Richtung Euskirchen – Köln – Köln Messe/Deutz / Bonn und Bad Münstereifel, letztere mit Umstieg in Euskirchen sowie nach Gerolstein – Trier.
Die Anbindung an den Bahnhof erfolgt mit den Linienbussen der RVK. Von dem im Dezember 2006 am Nordrand des Hauptortes eröffneten Busbahnhof bestehen weitere Verbindungen in die Ortsteile, sowie nach Bad Münstereifel und in die Gemeinde Dahlem.
| Linie | Verlauf |
| ----- | --- |
| 770   | Wanderbus (nur samstags, sonn- und feiertags von April bis Oktober): Kall Bf – Urft Bf – Steinfeld – Nettersheim Bf – Marmagen – Blankenheim (Wald) Bf – Blankenheim Busbf – Blankenheim Rathaus – (Ripsdorf ← Alendorf ←) Mirbach        |
| 824   | MiKE (außer im Schülerverkehr): Blankenheim – Mülheim – Tondorf – Buir – Holzmülheim – Frohngau – Roderath – Bouderath – (Witscheiderhof – Bergrath) / Kolvenbach – Hohn – Eicherscheid – Bad Münstereifel Eifelbad – Bad Münstereifel Bf |
| 825   | MiKE (außer im Schülerverkehr): (Blankenheim – Mülheim) / Tondorf – Rohr – Lindweiler (– Rohr → Lommersdorf / ← Freilingen) |
| 832   | MiKE (Blankenheim – Ahrdorf, außer im Schülerverkehr): Blankenheim (Wald) Bf – Blankenheimerdorf – Blankenheim Busbf – Blankenheim Rathaus – Reetz – Freilingen – Lommersdorf – Ahrhütte – (Dollendorf –) Uedelhoven – Ahrdorf            |
| 833   | MiKE (außer im Schülerverkehr): (Finkenhof –) Blankenheim Busbf – Blankenheim Rathaus – Hüngersdorf / Nonnenbach – Ripsdorf – Dollendorf / (Alendorf – Waldorf)                                                                           |
| 834   | MiKE (außer im Schülerverkehr): (Blankenheim –) Schmidtheim – Dahlem Bf – Baasem – Kronenburg – Kronenburgerhütte – Frauenkron – Berk |

Außer für Schülerfahrten wird überwiegend der sogenannte TaxiBusPlus eingesetzt, eine Fahrt erfolgt nur nach telefonischer Voranmeldung. Es gilt der Tarif des Verkehrsverbund Rhein-Sieg sowie verbundraumüberschreitend der NRW-Tarif.

#### Straßen
An der örtlichen Anschlussstelle Blankenheim endet die Bundesautobahn 1 der Eifelautobahn aus nördlicher Richtung. Bis zum Wiederbeginn der Autobahn bei Kelberg in südlicher Richtung besteht eine 26 km lange Unterbrechung, deren Lückenschluss als vordringlicher Bedarf im Bundesverkehrswegeplan geführt wird.
Durch die Gemeinde führen ferner die Bundesstraßen 258 in West-Ost-Richtung und 51 (Ortsumgehung) in Nord-Süd-Richtung. Ihren Schnittpunkt fanden sie vor dem Ausbau der Ortsumgehung Blankenheim in der Ortsmitte selbst, heute liegt dieser westlich von Blankenheimerdorf.
Der Ort liegt an der alten Römerstraße Trier–Neuss.

### Ansässige Unternehmen
In der Gemeinde findet sich neben Hotellerie, Gastronomie und mehreren Campingplätzen (Ahrdorf und Freilingen) überwiegend Kleingewerbe, Handwerk und die zur Nahversorgung erforderlichen Handelsbetriebe vor.
1973/74 wurde nördlich von Blankenheim mit Anschluss an die Bundesstraße 51 ein Gewerbegebiet erschlossen, das 1993, 1996 und 2005 nochmalige Erweiterungen auf eine nunmehrige Bruttofläche von etwa 45 Hektar erfuhr. Dort, aber teils auch noch in den zugehörigen Ortsteilen wie z. B. Ahrhütte (u. a. Autohandel) oder Freilingen (Landmaschinen) sind mittelständische Firmen aus dem Bau-, Maschinen- und Landmaschinen- oder auch Lebensmittelbereich ansässig.

### Bildung
Die Gemeinde Blankenheim verfügt teils in Partnerschaft mit der Nachbarkommune Nettersheim über nachfolgende Schuleinrichtungen:
- Grundschulverband mit dem Hauptstandort in Blankenheim und einem Teilstandort in Dollendorf
- Offene Ganztagsschule
- Gemeinschaftshauptschule Nettersheim in Nettersheim
- Realschule Blankenheim – diese läuft mit dem Schuljahr 2017/18 aus.
- Gesamtschule Blankenheim–Nettersheim – beginnend mit dem Schuljahr 2013/14

Darüber hinaus bestehen ein Katholischer Kindergarten in Blankenheim (Hülchrath) und durch das DRK unterhaltene Kindergärten in Dollendorf, Lommersdorf, Mülheim und Ripsdorf sowie ein Familienzentrum in Blankenheim.

## Persönlichkeiten

### In Blankenheim geboren
- Hermann von Manderscheid-Blankenheim (1535–1604), Graf von Manderscheid-Blankenheim, Herr zu Jünkerath, Erp und Daun
- Johann Moritz Gustav von Manderscheid-Blankenheim (1676–1763), Bischof von Wiener Neustadt, Dompropst zu Köln, Erzbischof von Prag, Primas des Königreichs Böhmen
- Franz-Josef Heyen (1928–2012), Archivar, Historiker und Philologe

### Mit Blankenheim verbunden
- Bernhard Minetti (1905–1998), Schauspieler, der über Jahrzehnte auch in Blankenheim lebte
- Curtius Schulten (1893–1967), Kunstmaler mit Wohnung und Atelier in Blankenheim